# Титов, Степан Павлович
Степан Павлович Титов — заслуженный учитель школы РСФСР, отец лётчика-космонавта СССР Германа Титова, эсперантист.

## Биография
Степан Титов родился 23 апреля 1910 года в с. Верх-Жилино в семье крестьянина Павла Ивановича Титова.
Учился в школе № 22 г. Барнаула.
В 1929—1930 годах работал учителем начальной школы в коммуне «Майское утро». В 1930—1933 годах учился в Московской консерватории. До 1965 года преподавал в различных школах.
В 1943—1945 годах участвовал в Великой Отечественной войне.
В 1954 окончил московские Курсы заочного обучения иностранным языкам. Вёл переписку с эсперантистами всего мира.
Умер 17 октября 1993 года.

## Семья
Жена Александра Михайловна (урождённая Носова). Сын Герман и дочь Земфира (дети названы в честь персонажей Пушкина). Внучки — Татьяна и Галина.

## Память
В Алтайском государственном мемориальном музее космонавтики им. Г. С. Титова периодически проводятся выставки, посвящённые Степану Павловичу Титову.
В 2007 году Губернатором Алтайского края была учреждена премия имени Степана Павловича Титова, «для поощрение и поддержки работников сельских образовательных учреждений».